# Tętnica piersiowa wewnętrzna

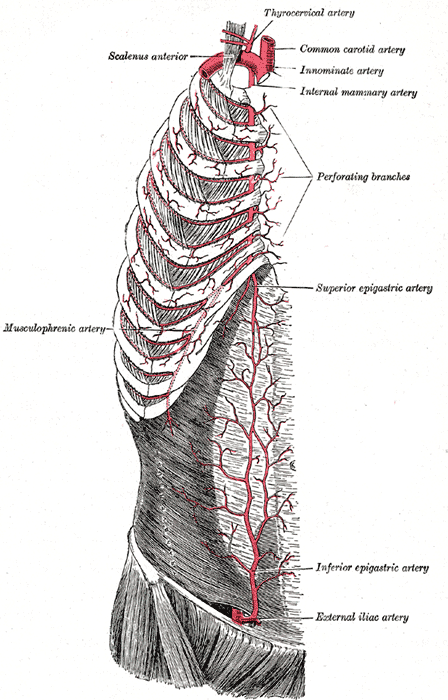
Zarys przebiegu tętnicy piersiowej wewnętrznej (internal mammary artery) i jej głównych gałęzi: perforating branches – gałęzie przeszywające.

Tętnica piersiowa wewnętrzna (łac. arteria thoracica interna) – w anatomii człowieka gałąź tętnicy podobojczykowej unaczyniająca struktury klatki piersiowej oraz przedniej ściany brzucha i klatki piersiowej. Początkowy odcinek tętnicy przebiega w szyi, dłuższa, końcowa część przebiega w obrębie klatki piersiowej. Lewa tętnica piersiowa wewnętrzna wykorzystywana jest w zabiegach rewaskularyzacyjnych.

## Przebieg
Tętnica piersiowa wewnętrzna odchodzi pod kątem prostym z dolnego obwodu części wstępującej tętnicy podobojczykowej, w pobliżu brzegu przyśrodkowego mięśnia pochyłego przedniego. Nad osklepkiem opłucnej zwraca się przyśrodkowo i ku dołowi, do tyłu od żyły podobojczykowej, i dochodzi poza staw mostkowo-obojczykowy. Tutaj, około 2 cm od swojego odejścia, tętnicę od przodu (w około 30% od tyłu) krzyżuje nerw przeponowy. Poniżej otworu górnego klatki piersiowej tętnica przebiega prawie pionowo w dół, nieco dobocznie, ku tyłowi od chrząstek żeber prawdziwych, wzdłuż brzegu mostka, 1–2 cm bocznie od niego. Na przebiegu w klatce piersiowej, w odcinku górnym, przylega bezpośrednio do powięzi wewnątrzpiersiowej oraz opłucnej ściennej, ku dołowi oddziela ją od tych struktur mięsień poprzeczny klatki piersiowej. Najczęściej na poziomie szóstego międzyżebrza dzieli się na dwie, rzadziej trzy, gałęzie końcowe.

## Gałęzie
Tętnica piersiowa wewnętrzna oddaje gałęzie (w kolejności odejścia):
- Śródpiersiowe (łac. rami mediastinales) – zmienne pod względem wielkości i ilości, unaczyniają twory śródpiersia przedniego.
- Grasicze (łac. rami thymici) – unaczyniają grasicę.
- Oskrzelowe (łac. rami bronchiales) – jeśli obecne, unaczyniają dolną część tchawicy oraz oskrzela i zespalają się z gałęziami oskrzelowymi aorty.
- Tętnicę osierdziowo-przeponową.
- Żebrową boczną (łac. ramus costalis lateralis) – stosunkowo częsty wariant anatomiczny (u 11–16% osób, z tego w ok. 1/3 przypadków obustronnie[3]). Jeśli obecna, odchodzi na wysokości pierwszej chrząstki żebrowej i na powierzchni wewnętrznej bocznej ściany klatki piersiowej biegnie skośnie ku dołowi oddając gałązki zespalające się z tętnicami międzyżebrowymi. Przebieg gałęzi jest istotny praktycznie przy nakłuwaniu ściany klatki piersiowej.
- Mostkowe (łac. rami sternales) – 3–9, najczęściej 5[1], tętniczek, które wspólnie z drugostronnymi tworzą sieć tętniczą tylną mostka. Unaczyniają okostną mostka, błonę tylną mostka oraz okoliczne części miękkie. Często odchodzą wspólnie z gałęziami przeszywającymi.
- Przeszywające (łac. rami perforantes) – 3–7, najczęściej 4–5[1], tętniczek wychodzących na przednią powierzchnię klatki piersiowej, z których najwyższa biegnie między głowami mięśnia mostkowo-obojczykowo-sutkowego lub obojczykiem i pierwszym żebrem. W dalszym przebiegu wysyłają przyśrodkowo gałęzie unaczyniające okostną mostka i błonę przednią mostka, z gałęziami drugostronnymi, tworząc sieć tętniczą przednią mostka. Ponadto rozgałęziają się w pobliskich mięśniach, skórze oraz gruczole sutkowym. Gałązki sutkowe u kobiet, w czasie karmienia piersią, zwiększają znacząco swoje światło.
- Międzyżebrowe przednie (łac. rami intercostales anteriores) – biegną w sześciu górnych przestrzeniach międzyżebrowych, jedna wzdłuż górnego, druga – wzdłuż dolnego brzegu. Gałązka górna jest zwykle silniejsza. Łącznie daje to 12 gałęzi, ale od tętnicy piersiowej wewnętrznej odchodzi 4–10, a najczęściej 5–7 naczyń[1], które następnie odpowiednio się rozgałęziają. Gałęzie międzyżebrowe przednie kierują się bocznie i zespalają się z tętnicami międzyżebrowymi tylnymi.
- Tętnicę mięśniowo-przeponową i tętnicę nabrzuszną górną (zespalająca się z tętnicą nabrzuszną dolną) – tętnice końcowe powstające na poziomie szóstej przestrzeni międzyżebrowej.
- Przeponową – obecna w przypadku podziału końcowego na trzy gałęzie (7%)[1].

## Odmiany
Tętnica piersiowa wewnętrzna może odchodzić z pnia ramienno-głowowego lub aorty.
Prawidłowo tętnica odchodzi od tętnicy podobojczykowej pojedynczo. Stosunkowo często odchodzi wspólnie z pniem tarczowo-szyjnym lub jego poszczególnymi elementami. Zmienność odejścia jest częstsza po lewej stronie (30%), rzadsza – po prawej (5%). Inne warianty wspólnego odejścia opisywane są kazuistycznie.
Rzadko (5–8%) odchodzi bocznie od mięśnia pochyłego przedniego, w trójkącie bocznym szyi. Wówczas biegnie do przodu od pierwszego żebra i wnika do klatki piersiowej przez pierwszą przestrzeń międzyżebrową.
Odmiany odejścia tętnicy, jej przebiegu w stosunku do innych struktur anatomicznych (zwłaszcza nerwu przeponowego) oraz morfologia rozgałęzień są szczególnie istotne ze względu na wykorzystywanie tętnicy piersiowej wewnętrznej w zabiegach rewaskularyzacyjnych mięśnia serca. Poszczególne warianty anatomiczne w powiązaniu z techniką zabiegu mogą mieć znaczący wpływ na jakość pojawiających się powikłań (m.in. martwica mostka, zespół podkradania, porażenie przepony).

## Synonim
Tętnica piersiowa wewnętrzna opisywana była przed 1936 jako tętnica sutkowa wewnętrzna (łac. arteria mammaria interna). Aktualna nazwa, jako lepiej opisująca zakres unaczynienia, została zatwierdzona w Jena Nomina Anatomica. Starsza nazwa funkcjonuje powszechnie w anglojęzycznym kręgu kardiologicznym i kardiochirugicznym, jako: Left Internal Mammary Artery (LIMA) oraz Right Internal Mammary Artery (RIMA).

## Rewaskularyzacja przy użyciu tętnicy piersiowej wewnętrznej
Tętnica piersiowa wewnętrzna jest naczyniem krwionośnym z wyboru w pomostowaniu aortalno-wieńcowym. Lewa tętnica piersiowa wewnętrzna utrzymuje dłużej drożność względem żyły odpiszczelowej i innych przeszczepów tętniczych (np. tętnicy promieniowej, tętnicy żołądkowo-sieciowej), przy wszczepieniu w miejsce gałęzi zstępującej lewej tętnicy wieńcowej, ogólnie najważniejszego klinicznie rewaskularyzowanego naczynia.

## Dodatkowe ryciny

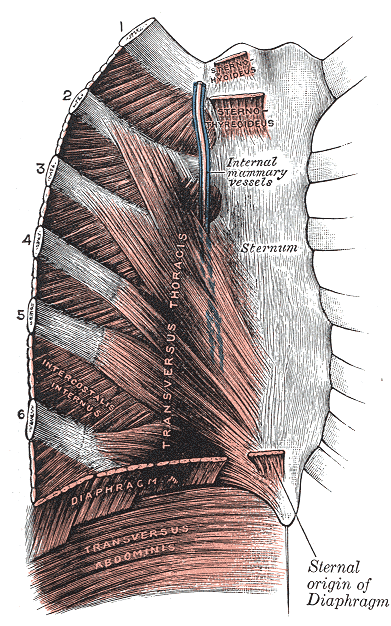
Tylna powierzchnia przedniej ściany klatki piersiowej z uwidocznieniem przebiegu tętnicy piersiowej wewnętrznej (na rysunku: internal mammary vessels – w towarzystwie żył jednoimiennych).
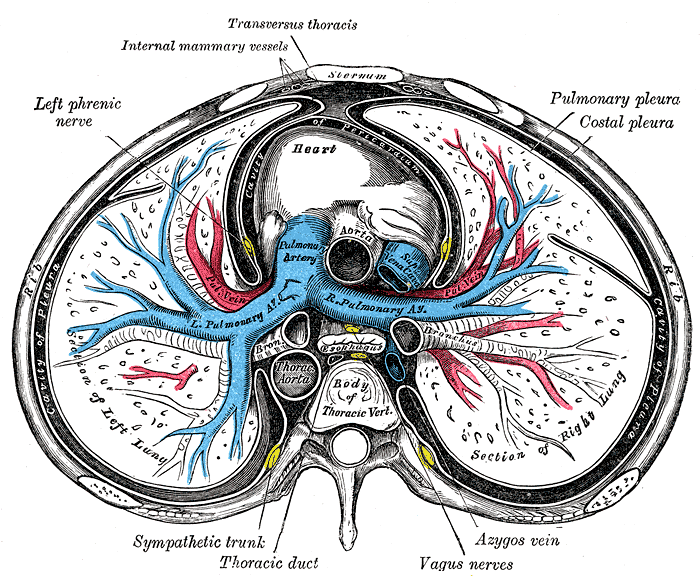
Przekrój poprzeczny klatki piersiowej z uwidocznieniem tętnicy piersiowej wewnętrznej i żył jednoimiennych (na rysunku: internal mammary vessels).
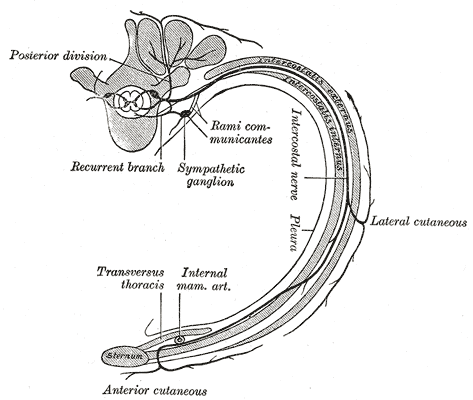
Przekrój poprzeczny klatki piersiowej z uwidocznieniem tętnicy piersiowej wewnętrznej (na rysunku: internal mam. art.).